# Psammotettix hungaricus
Psammotettix hungaricus är en insektsart som beskrevs av Orosz 1981. Psammotettix hungaricus ingår i släktet Psammotettix och familjen dvärgstritar. Inga underarter finns listade i Catalogue of Life.